# Enrique Falconí Mejía
Enrique Falconí Mejía est un homme politique péruvien, maire de Lima de 1977 à 1978.